# Lisa Matthews
Lisa Matthews (nacida con el nombre Lisa Reich el 24 de septiembre de 1969 en Peoria, Illinois) es una modelo y actriz estadounidense. Fue elegida por la revista Playboy como la Playmate de mes de abril de 1990, y posteriormente fue elegida la Playmate del Año 1991. En ese año, Matthews apareció en la película Hudson Hawk, protagonizada por Bruce Willis.